# Randers Bike Week 2021
Randers Bike Week 2021 for herrer var den 10. udgave af det danske etapeløb Randers Bike Week. Cykelløbets fire etaper havde en samlet distance på 305,6 km, og blev kørt fra 5. til 8. august 2021.
Der blev kørt en enkeltstart, criterium, og to regulære linjeløb, hvoraf det sidste blev omtalt som et bjergløb, da det var løbets mest kuperede.
William Blume Levy fra ColoQuick Cycling blev samlet vinder af løbet. Team CO:PLAY-Giants Magnus Henneberg og Robin Juel Skivild fra Uno-X DARE Development Team tog de sidste to pladser på podiet. Emil Schandorff Iwersen fra BHS-PL Beton Bornholm vandt løbets bjergkonkurrence.
Hos damerne blev Team ABC Dame Elites Rebecca Koerner samlet vinder.

## Etaperne
| Etape    | Dato    | Start – Mål                 | type          | Afstand (km) | Elevation (m) | Etapevinder            | Førende rytter        |
| -------- | ------- | --------------------------- | ------------- | ------------ | ------------- | ---------------------- | --------------------- |
| 1. etape | 5. aug. | Sønder Borup – Sønder Borup | enkeltstart   | 10,6         | 100 m         | Øyvind Brekke Fløtten  | Øyvind Brekke Fløtten |
| 2. etape | 6. aug. | Sønder Borup – Sønder Borup | flad etape    | 46,2         | 528 m         | Nicolai Brøchner       | Øyvind Brekke Fløtten |
| 3. etape | 7. aug. | Sønder Borup – Sønder Borup | flad etape    | 124          | 1.170 m       | Nicolai Brøchner       | Øyvind Brekke Fløtten |
| 4. etape | 8. aug. | Ålum – Ålum                 | kuperet etape | 124,8        | 1.416 m       | Ludvig Fischer Aasheim | William Blume Levy    |

## Hold og ryttere
| UCI Kontinentalhold (3)- Restaurant Suri-Carl Ras - ColoQuick - Dauner-AKKON DCU Elite Teams (6)- Herning CK Elite - Sparekassen Vendsyssel Aalborg - O.B. Wiik-Dan Stillads - Give Elementer - Bache-JS.dk - Kvickly Odder Elite Amatørcykelhold (9)- Corbas Isatis CT - CK Sotra - Team Ringerikskraft - Kieler Radsport Verein von 1961 - Bike Market Team - Puncheurz - Harburger RG - Mysenlan-Baboco-Cyclinvest - PSV Rostock Regional- og klubhold (7)- Embrace The World Cycling - Asker CK Elite - Idrettslaget Stjørdals-Blink - Sandnes Sykleklubb - Cycleklubben Torp - Fana IL - Køge Cykel Ring |
| |